# إيليزا كيركهام ماثيوز
إيليزا كيركهام ماثيوز (بالإنجليزية: Eliza Kirkham Mathews)‏ (17 يناير 1772، إكزتر في المملكة المتحدة - 17 يناير 1802، يورك في المملكة المتحدة)؛ شاعرة، كاتِبة وروائية بريطانية.